# Журков Дол
Журков Дол (словен. Žurkov Dol) — поселення в общині Севниця, Споднєпосавський регіон, Словенія. Висота над рівнем моря: 239,7 м.